# Ngoantet
Ngoantet est un village du Cameroun, situé dans la commune de Nkolmetet, le département du Nyong-et-So'o et la région du Centre.

## Population
En 1963, Ngoantet comptait 795 habitants, principalement des Bané. Lors du recensement de 2005, on y a dénombré 1 376 personnes dont 383 pour Ngoantet I et 993 pour Ngoantet II.